# 布留今道
布留 今道（ふる の いまみち）は、平安時代前期の貴族・歌人。物部日向の後裔で、布留常名または布留浄直の子とする系図がある。官位は従五位下・三河介。

## 経歴
貞観3年（861年）内蔵少属に任ぜられると、貞観8年（866年）内蔵少允、元慶元年（877年）内蔵大允と長く内蔵寮の官人を務め、元慶6年（882年）従五位下に叙爵。元慶9年（885年）造酒正。
宇多朝に入ると、寛平4年（892年）下野介、寛平10年（898年）三河介と地方官を歴任した。
勅撰歌人として、『古今和歌集』に和歌作品3首が採られている。

## 官歴
『古今和歌集目録』による。
- 貞観3年（861年） 8月21日：内蔵少属
- 貞観8年（866年） 正月13日：内蔵少允
- 元慶元年（877年） 10月18日：内蔵大允
- 元慶6年（882年） 正月7日：従五位下
- 元慶9年（885年） 2月20日：造酒正
- 寛平4年（892年） 2月21日：下野介
- 寛平10年（898年） 正月29日：三河介

## 系譜
以下2種類の系図が伝わっている。
- 父：布留常名[2]
- 母：不詳
- 生母不詳の子女
  - 男子：布留高真[2]
  - 男子：布留高主[2]

- 父：布留浄直[3]
- 母：不詳
- 生母不詳の子女
  - 男子：布留近道[3]